# Wufendi
Wufendi (kinesiska: 五分地, 五分地镇) är en köping i Kina. Den ligger i den autonoma regionen Inre Mongoliet, i den norra delen av landet, omkring 630 kilometer nordost om regionhuvudstaden Hohhot. Antalet invånare är 40453. Befolkningen består av 19 478 kvinnor och 20 975 män. Barn under 15 år utgör 14,0 %, vuxna 15-64 år 76 %, och äldre över 65 år 8,0 %.
Genomsnittlig årsnederbörd är 681 millimeter. Den regnigaste månaden är juni, med i genomsnitt 139 mm nederbörd, och den torraste är december, med 4 mm nederbörd.